# Vittorina Vivenza
Vittorina Vivenza (gift Devoti), född 6 juni 1912 i Villalba, region Sicilien, Italien; död 3 april 2007 i Aosta, region Valle d'Aosta; var en italiensk friidrottare med kastgrenar och kortdistanslöpning som huvudgren. Vivenza blev bronsmedaljör vid den III.e damolympiaden 1930 och var en pionjär inom damidrott.

## Biografi
Vittorina Vivenza föddes 1912 i Villalba i provinsen Caltanissetta på Sicilien. Hennes far arbetade som polis. Senare flyttade familjen till Aosta. Vivenza blev intresserad av friidrott och gick med i idrottsföreningen AS Aosta, hon genomförde sin första tävling i löpning 80 meter den 26 maj 1926 i Stresa. Från 1930 tävlade hon för Società Ginnastica Torino.
1928 deltog Vivenza vid de Olympiska sommarspelen i Amsterdam. Hon tävlade i löpning där hon slutade på en 6:e plats i finalen i stafetten 4 x 100 meter (med Luisa Bonfanti, Giannina Marchini och Derna Polazzo).
1930 deltog hon vid damolympiaden i Prag, där hon vann hon bronsmedalj i diskuskastning med 35,25 meter.
Åren 1928, 1929 och 1930 var hon italiensk mästare i diskuskastning. Vivenza var även italiensk mästare i stående längdhopp 1926 och 1930, längdhopp 1927 och tävlade även i kulstötning.
Kort därefter gifte hon sig med en signori Devoti och drog sig tillbaka från tävlingslivet, paret fick nio barn.
Vivenza dog 2007 i Aosta vid en ålder av 94 år.